# در خیابان‌های آسمان
در خیابان‌های آسمان 
(به تلوگویی: Akasa Veedhilo) فیلمی محصول سال ۲۰۰۱ و به کارگردانی سینگیتام سرینیواسا رائو است. در این فیلم بازیگرانی همچون آکینی ناگرجونا، راجندرا پراساد، راوینا تاندون، کاستوری، راهول دو و کوتا سرینیواسا راو ایفای نقش کرده‌اند.